# Йоганн Герман
Йоганн Герман (фр. Johann Hermann1738 — 1800) — французький лікар, натураліст, професор, автор зоологічних таксонів.

## Біографія
Йоганн Герман навчався у Страсбурзькому університеті. У 1763 році отримав диплом з медицини. Через 5 років став професором медицини, а у 1778 році — професором філософії. Поряд з медициною і філософією він вивчав патологію, ботаніку і хімію трьома мовами (німецькою, латиною і французькою). У своїй головній праці «Tabula affinitatum animalium» (1783), він детально представив систему відносин спорідненості між видами.
У 1804 році Страсбург купив поряд з великою колекцією мінералів і інші колекції і твори Йоганна Германа і передав їх зоологічному музею, де для них були виділені окремі приміщення.
На честь натураліста названа черепаха Германа (Testudo hermanni).
Син вченого, Жан-Фредерік Герман (1768—1793), відомий як автор «Mémoire apterologique» (1804) .